# タラマンカ山脈

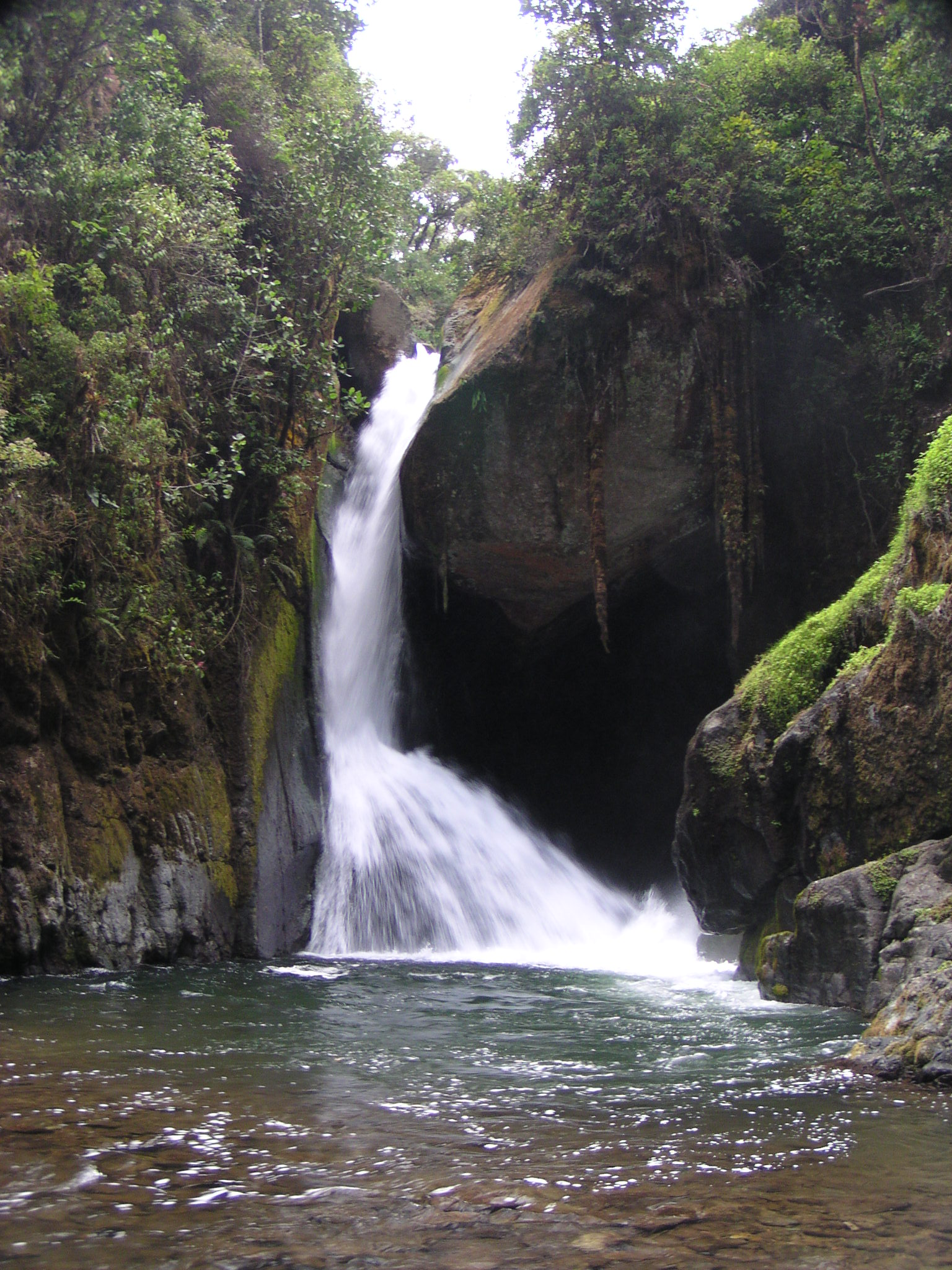
コスタリカ側の滝

タラマンカ山脈（Cordillera de Talamanca）は、コスタリカとパナマの国境に位置する山脈。山脈の大部分とその周辺は、上述の二国が管理するラ・アミスター国際公園に含まれており、コスタリカ領内は1982年に、パロ・セコ森林保護区を含むパナマ領内は2000年に生物圏保護区に指定され、ユネスコの世界遺産にも登録されている。

## 概要
この山脈は造山活動によって形成された非火山性の山脈である。最高峰はコスタリカ、パナマ両国の最高地点に当たるチリポ山で、標高3819mである。二番目に高いのは、もっと登りやすいムエルテ山（Cerro de la Muerte）である。山脈のカリブ海地域は人跡未踏の場所が多く残っている。一方、パナマ側には火山のバル火山がある。
周辺の低地に熱帯雨林、雲霧林が多く、カリブ海沿岸にはマングローブもある。海抜3000m辺りまでの山脈は、オークの混交林などのタラマンカ山岳森林帯（Talamancan montane forests）に覆われている。海抜1800m以上は、オークの巨木であるクエルクス・コスタリケンシス（Quercus costaricensis）が支配的な地域であり、クエルクス・コルガータ（Quercus corrugata）も生えている。
3000mを超えると、森林はサブ・パラモ（sub-páramo）の飛び地にかわり、灌木の一種や背の低い竹が支配的になる。3400m以上では、熱帯の高山草原であるコスタリカ・パラモ（Costa Rican páramo）になる。サブ・パラモとパラモの植生は、夜間に霜が降りることと、標高3200m地点では零下5度まで気温が下がることが条件となる。山脈の中で特にカムク山のパラモの植生は豊かである。
山脈は、動植物の固有種が多く存在している全地球的に見ても重要な地域である。また、ベアードバク、ジャガー、ピューマ、オセロット、ジャガランディ、セアカリスザル、ジェフロイクモザル（亜種のAteles geoffroyi ornatus）、アカマザマ、キマユコオニキバシリ、ケツァール、猛禽類などの大型哺乳類や鳥類も多く生息しているが、山脈の多くの場所で、その生存が脅かされている状況である。アメリカバクの生活の痕跡も見られる。ほかにはヤドクガエルのOophaga speciosaも見られる。
コスタリカ中部のリモン州のカルタゴのタパンティ国立公園とチリポ国立公園付近の「タラマンカ泥炭地」は2003年にラムサール条約登録地となった。一帯にはオークのほか、カヤツリグサ科、イグサ科、ツツジ科、シシガシラ科、ミズゴケ科の植物が生えている。
一帯の先住民はブリブリ族である。